# Phare d'Acre
Le phare d'Acre est un phare actif situé dans le port d'Acre (anciennement connu sous le nom de Saint-Jean-d'Acre) dans le District nord de l'État d'Israël, sur la côte méditerranéenne.

## Histoire
Le phare, mis en service en 1864, se trouve au coin sud-ouest des anciens remparts de la vieille ville donnant dans la baie d'Haïfa. Le phare est fermé au public, mais il y a un escalier en pierre qui descend de la base directement dans la mer.

## Description
Le phare est une tour cylindrique en béton avec quatre nervures de 10 m de haut, avec balcon-galerie et lanterne attenante à un local technique d'un étage. La tour est peinte en damier noir et blanc et la lanterne métallique est grise. Il émet, à une hauteur focale de 16 m deux éclat blanc et rouge, selon direction, toutes les 17 secondes. Sa portée est de 10 milles nautiques (environ 19 km) pour le feu blanc et 11 milles nautiques (environ 20 km) pour le feu rouge.
Identifiant : ARLHS : ISR003 - Amirauté : N5944 - NGA : 113-21204 .
|               |
| le vieux port |

|                 |
| Le phare d'Acre |

|          |
| Le phare |

### Lien connexe
- Liste des phares d'Israël